# Діер-Парк (Вашингтон)
Діер-Парк (англ. Deer Park) — місто (англ. city) в США, в окрузі Спокен штату Вашингтон. Населення — 4383 особи (2020).

## Географія
Діер-Парк розташований за координатами 47°57′51″ пн. ш. 117°26′23″ зх. д. / 47.96417° пн. ш. 117.43972° зх. д. (47.964224, -117.439800).  За даними Бюро перепису населення США в 2010 році місто мало площу 17,83 км², уся площа — суходіл.

### Клімат
| Клімат : Діер-Парк      | Клімат : Діер-Парк | Клімат : Діер-Парк | Клімат : Діер-Парк | Клімат : Діер-Парк | Клімат : Діер-Парк | Клімат : Діер-Парк | Клімат : Діер-Парк | Клімат : Діер-Парк | Клімат : Діер-Парк | Клімат : Діер-Парк | Клімат : Діер-Парк | Клімат : Діер-Парк | Клімат : Діер-Парк |
| Показник                | Січ.               | Лют.               | Бер.               | Квіт.              | Трав.              | Черв.              | Лип.               | Серп.              | Вер.               | Жовт.              | Лист.              | Груд.              | Рік                |
| Абсолютний максимум, °C | 13,3               | 16,7               | 21,7               | 31,1               | 35,0               | 40,0               | 41,7               | 40,6               | 37,2               | 31,7               | 22,8               | 13,9               | 41,7               |
| Середній максимум, °C   | −0,1               | 3,8                | 8,9                | 15,2               | 20,6               | 24,3               | 29,9               | 29,0               | 23,1               | 15,4               | 5,9                | 1,3                | 14,8               |
| Середній мінімум, °C    | −8,8               | −6,7               | −3,6               | −0,2               | 3,4                | 6,4                | 8,1                | 6,7                | 3,6                | −0,3               | −3,2               | −6,4               | −0,1               |
| Абсолютний мінімум, °C  | −41,1              | −40                | −26,7              | −12,8              | −7,8               | −4,4               | −3,3               | −5                 | −8,9               | −17,8              | −28,3              | −36,1              | −41,1              |
| Норма опадів, мм        | 72                 | 51                 | 45                 | 40                 | 39                 | 36                 | 13                 | 22                 | 30                 | 45                 | 72                 | 82                 | 546                |
| Днів з опадами          | 13                 | 10                 | 10                 | 8                  | 8                  | 7                  | 3                  | 4                  | 6                  | 8                  | 11                 | 13                 | 101,0              |
| ----------------------- | ------------------ | ------------------ | ------------------ | ------------------ | ------------------ | ------------------ | ------------------ | ------------------ | ------------------ | ------------------ | ------------------ | ------------------ | ------------------ |
| Джерело:                |                    |                    |                    |                    |                    |                    |                    |                    |                    |                    |                    |                    |                    |

## Демографія
Згідно з переписом 2010 року, у місті мешкали 3652 особи в 1394 домогосподарствах у складі 948 родин. Густота населення становила 205 осіб/км².  Було 1532 помешкання (86/км²).
Расовий склад населення:
| - 92,6 % — білих - 1,5 % — корінних американців - 0,4 % — чорних або афроамериканців - 0,3 % — вихідців з тихоокеанських островів - 0,2 % — азіатів - 1,2 % — осіб інших рас |

До двох чи більше рас належало 3,9 %. Частка іспаномовних становила 3,8 % від усіх жителів.
За віковим діапазоном населення розподілялося таким чином: 28,4 % — особи молодші 18 років, 55,4 % — особи у віці 18—64 років, 16,2 % — особи у віці 65 років та старші. Медіана віку мешканця становила 36,3 року. На 100 осіб жіночої статі у місті припадало 95,3 чоловіків;  на 100 жінок у віці від 18 років та старших — 88,1 чоловіків також старших 18 років.
Середній дохід на одне домашнє господарство  становив 55 077 доларів США (медіана — 40 417), а середній дохід на одну сім'ю — 64 460 доларів (медіана — 46 656). Медіана доходів становила 41 641 долар для чоловіків та 32 353 долари для жінок. За межею бідності перебувало 16,6 % осіб, у тому числі 21,4 % дітей у віці до 18 років та 4,7 % осіб у віці 65 років та старших.
Цивільне працевлаштоване населення становило 1422 особи. Основні галузі зайнятості: освіта, охорона здоров'я та соціальна допомога — 22,2 %, роздрібна торгівля — 17,3 %, виробництво — 11,0 %, мистецтво, розваги та відпочинок — 9,4 %.